# تكلفة كلية

التكاليف الكلية تمثل مجموع التكاليف الثابتة والتكاليف المتغيرة.

التكاليف الكلية أو الإجمالية:(بالإنجليزية: Total cost)‏ هي مجمل التكاليف لمشروع أو منشأة ما، في سبيل إنتاج السلع سواء كانت تكاليف مباشرة أو غير مباشرة وتمثل مجموع التكاليف المتغيرة والثابتة.

## تعريف
التكاليف الكلية أو الإجمالية هي جميع عناصر التكاليف التي ينفقها المشروع في سبيل إنتاج السلع، سواء كانت تكاليف مباشرة أو غير مباشرة. أو تعتبر مجموع عناصر المصاريف المختلفة التي حملت فعلا على الإنتاج
.
في الاقتصاد، ومحاسبة التكاليف، التكاليف الكلية تصف التكلفة الإجمالية الاقتصادية للإنتاج وتتكون من التكاليف المتغيرة، والتي تختلف وفقا للكمية المنتجة (وتشمل المدخلات مثل العمالة والمواد الخام)، والتكاليف الثابتة، والتي تكون مستقلة عن الكمية المنتجة وتشمل المدخلات التي لا يمكن أن تتغير على المدى القصير، مثل المباني والآلات وتكاليف التأمين.
ويسمى معدل تغير التكلفة الإجمالية حسب الكمية المنتجة بالتكلفة الحدية أو التكلفة الهامشية.

## اقرأ أيضا
- تكلفة متغيرة
- تكلفة ثابتة
- تكلفة حدية
- تكلفة متوسطة
- إيراد حدي
- عوائد السعة
- وحدة التكاليف
- تكلفة التخفيض الحدي